# Papoila
Papoila (português europeu) ou papoula (português brasileiro) é o nome popular para flores da família das Papaveraceae, abundantes no hemisfério norte, cultivadas para ornamento, ópio ou comida. Seu cultivo tem se disseminado na América. Algumas das espécies mais conhecidas são: Papaver somniferum (papoula-dormideira), Papaver rhoeas (papoula-comum) e Eschscholzia californica (papoula-da-califórnia).
Com relação a sua reprodução, o ovário da papoila localiza-se acima do receptáculo inserindo-se os estames e pétalas abaixo dele.

## Géneros
| - Arctomecon - Argemone - Bocconia - Canbya - Chelidonium - Dicranostigma - Eomecon | - Eschscholzia - Glaucium - Hunnemannia - Hylomecon - Macleaya - Meconella - Meconopsis - Papaver | - Platystemon - Platystigma - Roemeria - Romneya - Sanguinaria - Stylomecon - Stylophorum. |

## Galeria

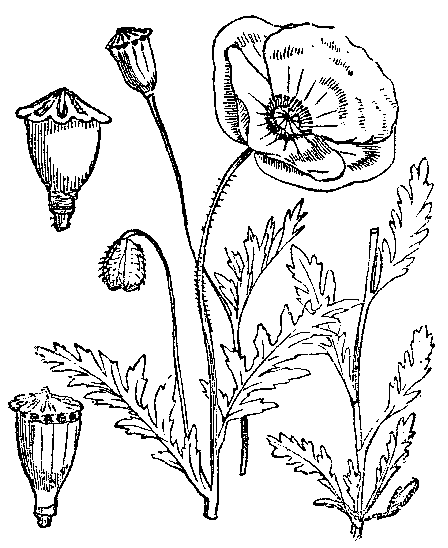
Descrição da papoila em 1892, pelo botânico esloveno Martin Cilensek.
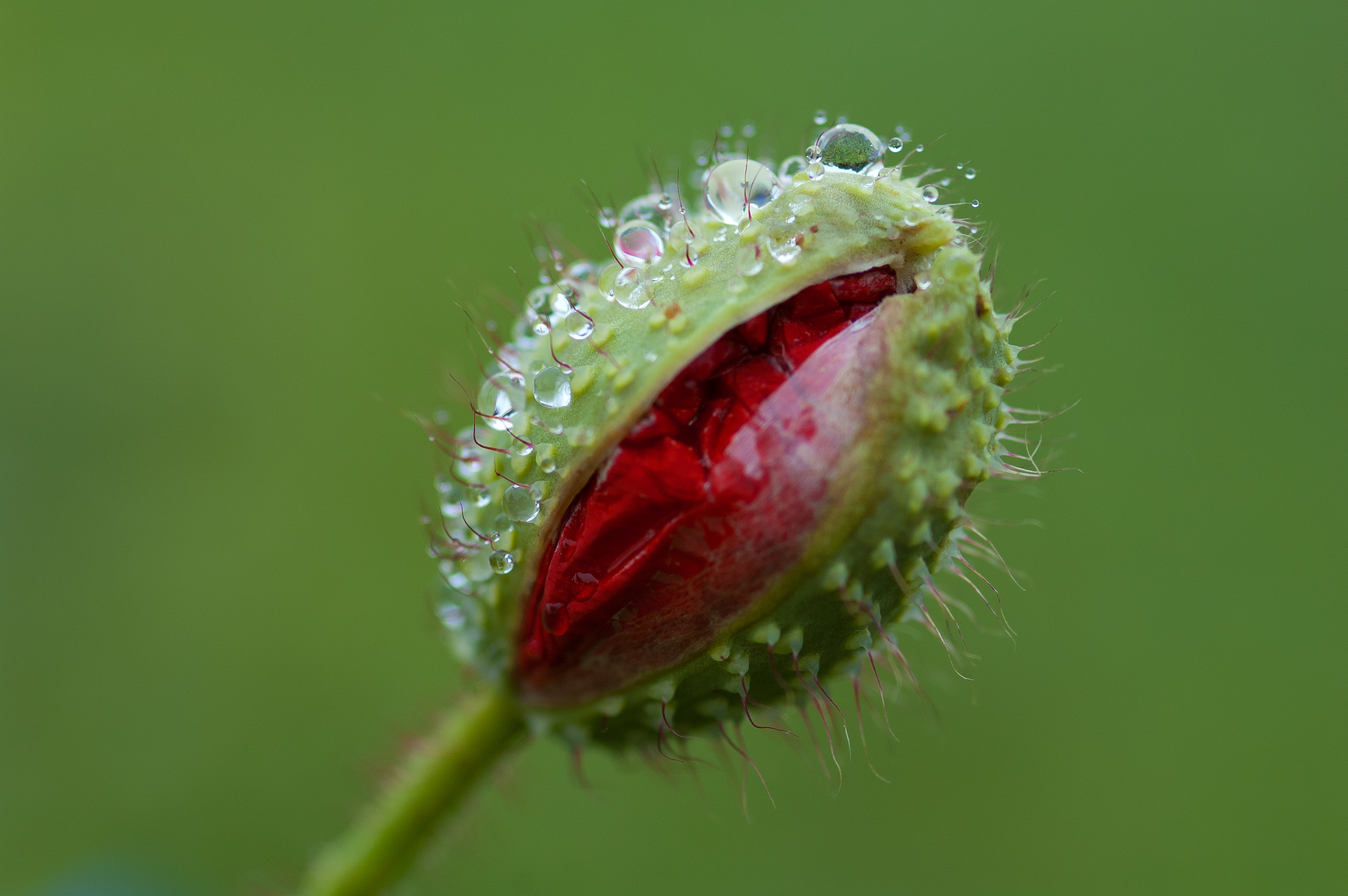
Cálice da papoila.
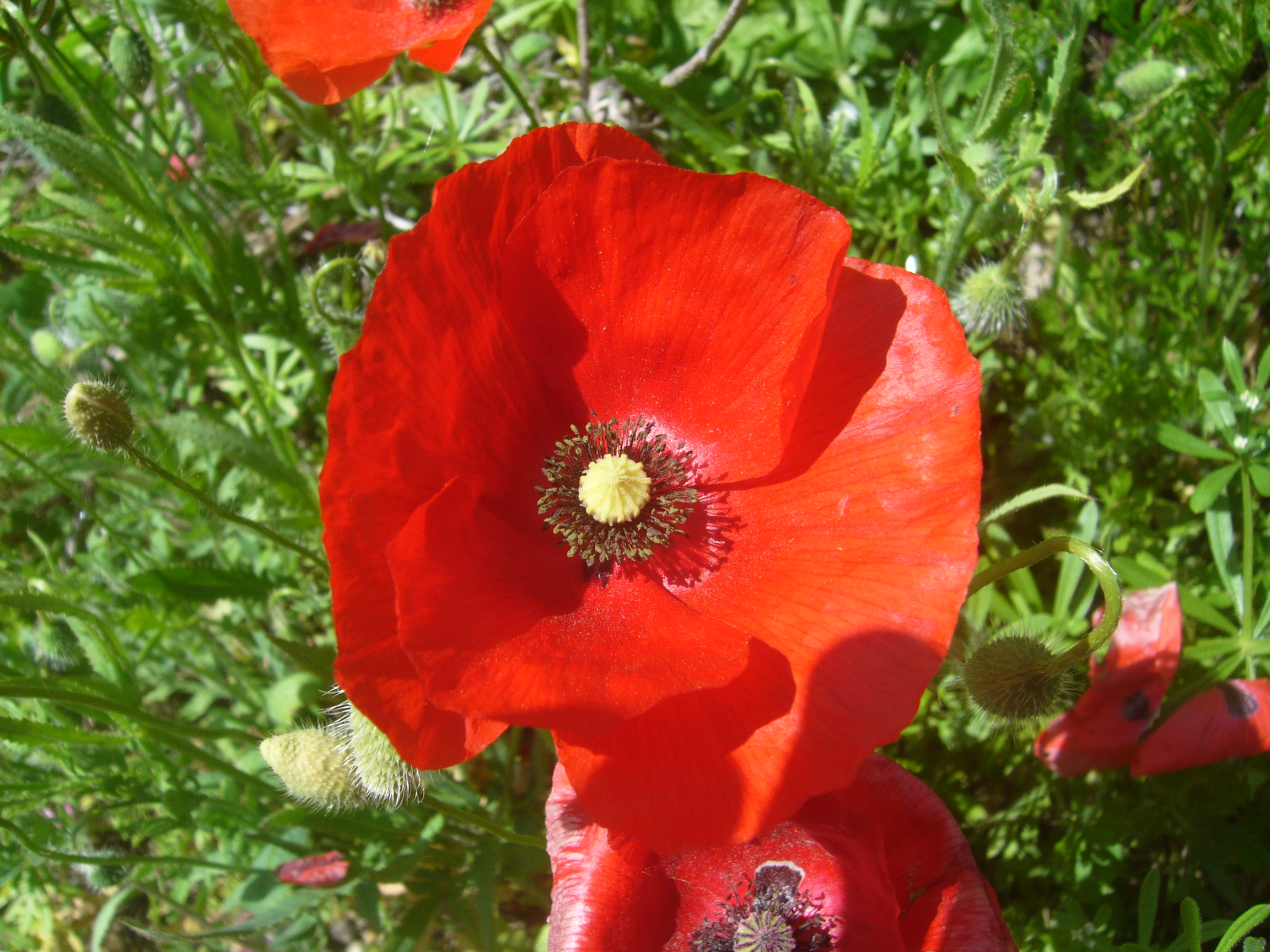
Floração.
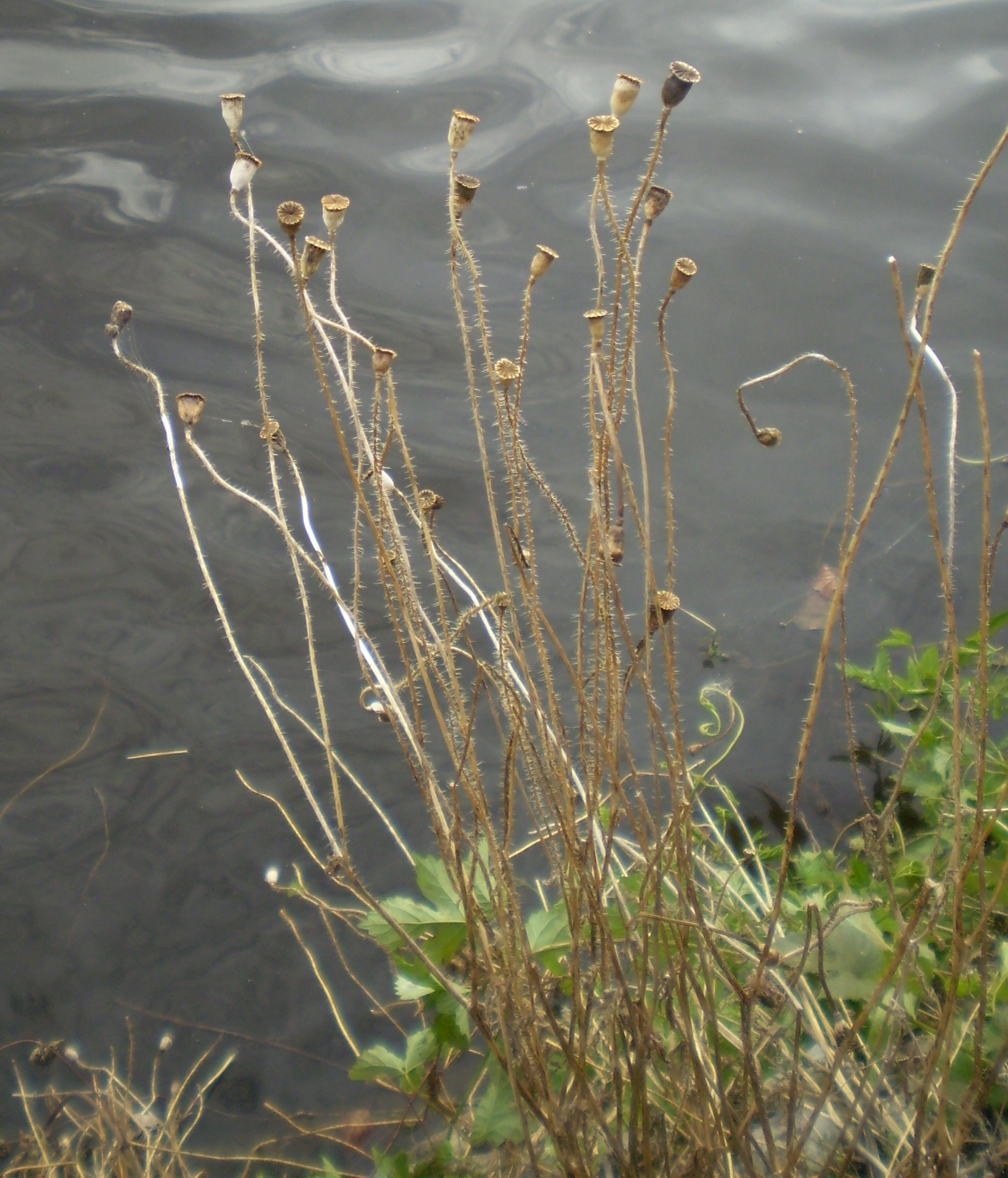
Frutos maduros.
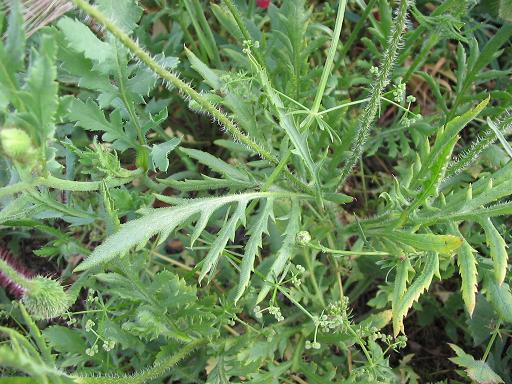
Folhas da papoila.
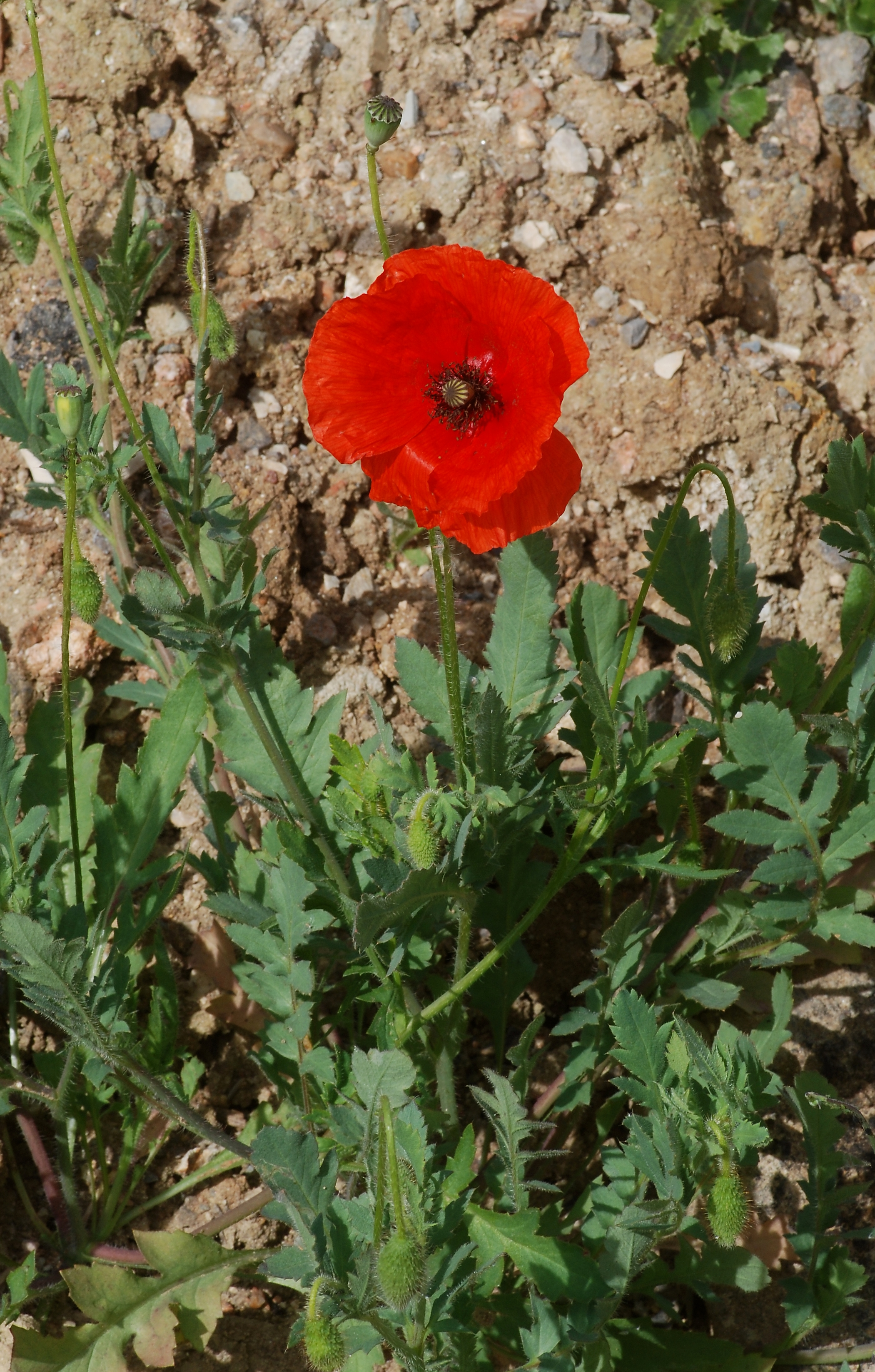
"Retrato" da flor.
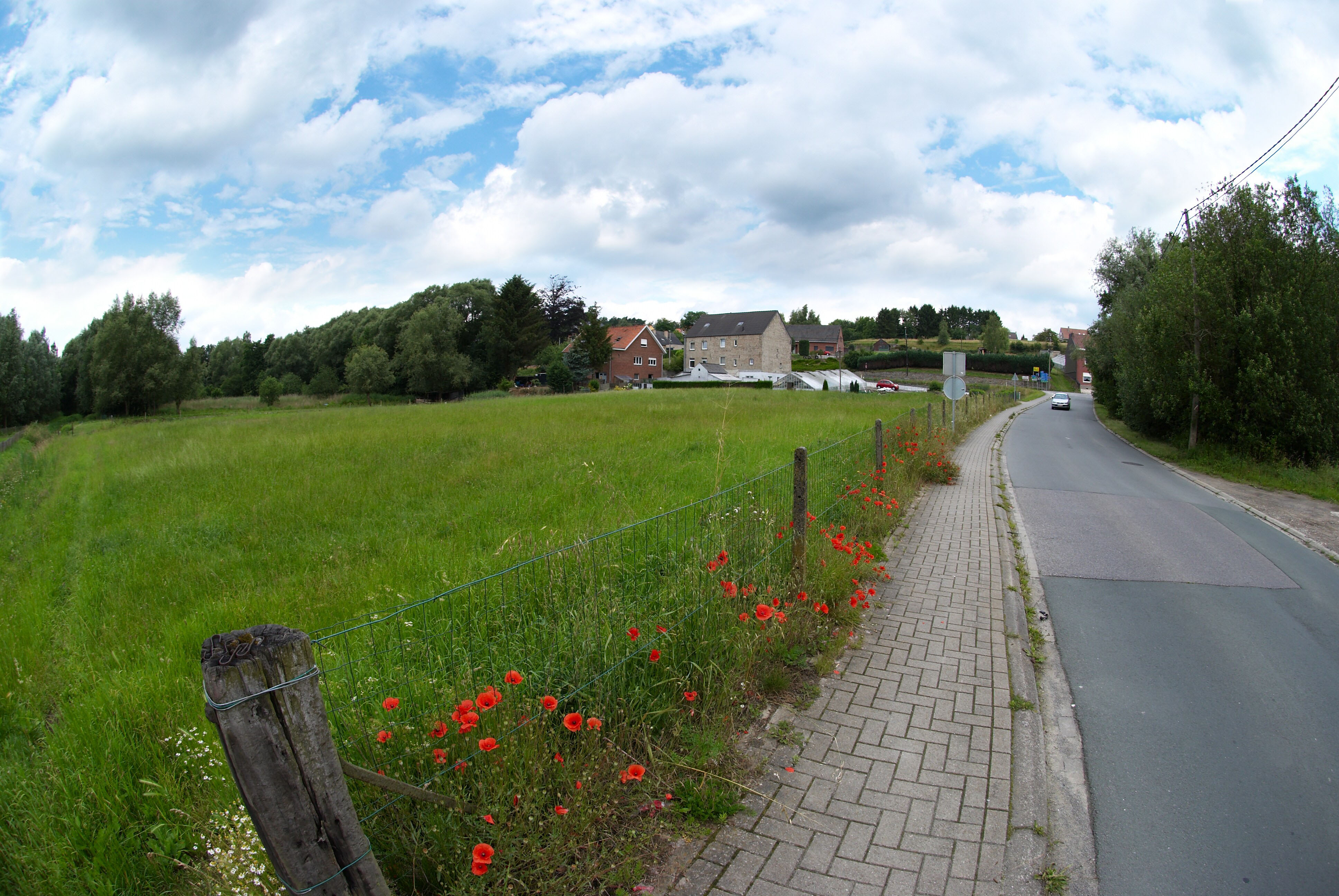
Papoilas na berma duma estrada na Bélgica.
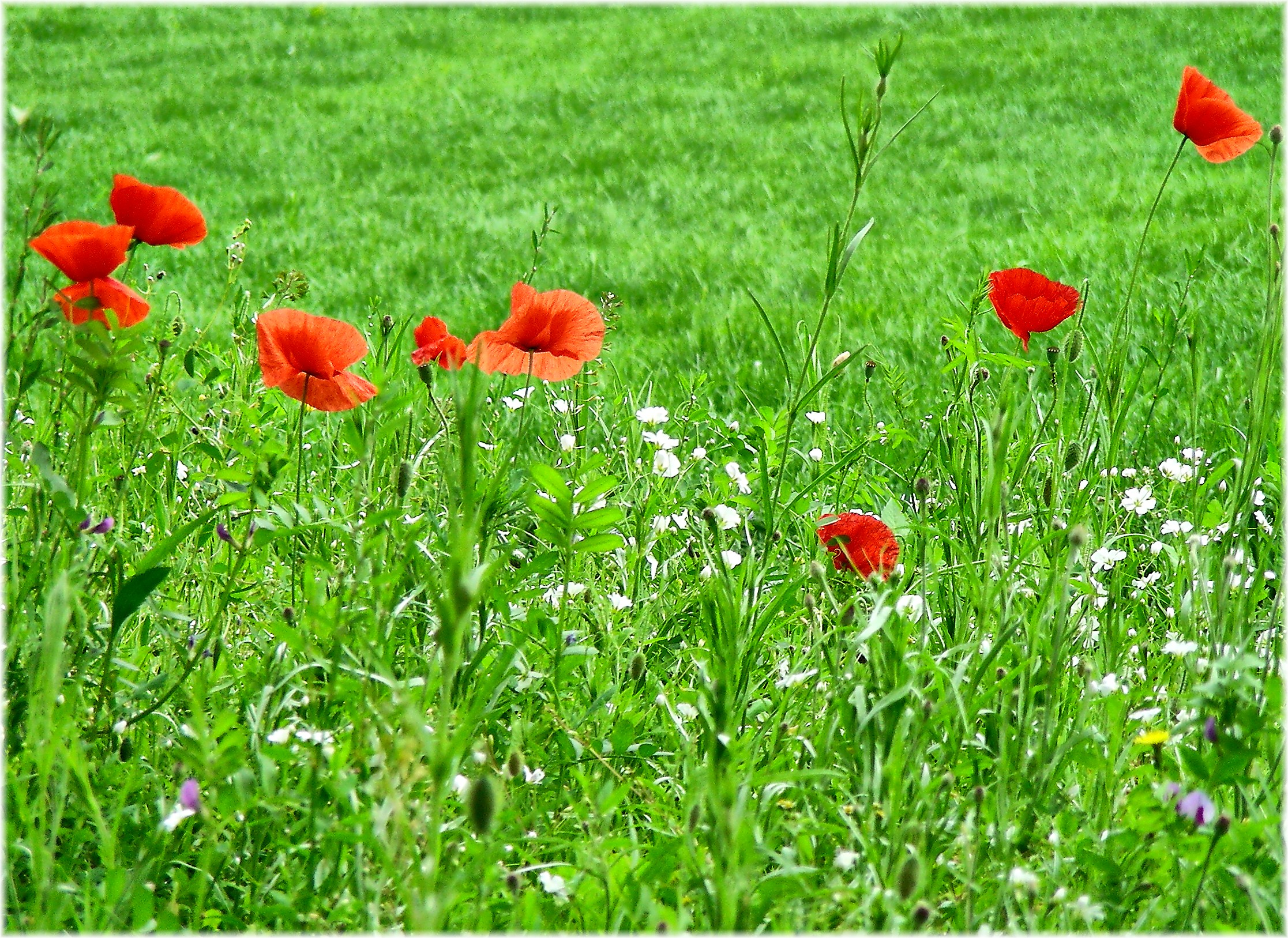
Papoilas silvestres na Galiza.
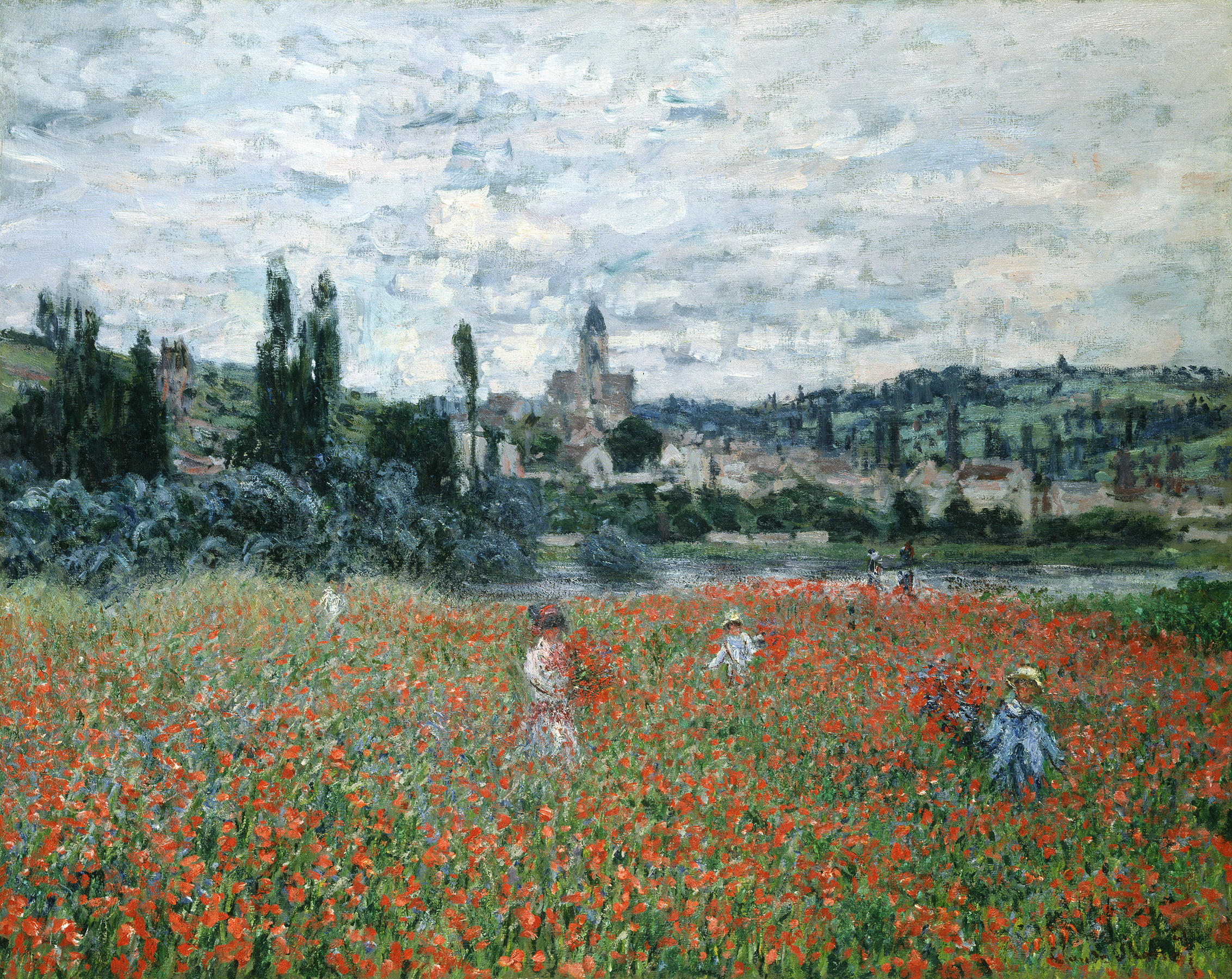
Papoilas no campo - Pintura de Claude Monet.